# Illa Graham (Nunavut)
L'illa Graham és una illa deshabitada a la regió de Qikiqtaaluk, Nunavut, Canadà. Membre de les Illes de la Reina Elisabet i de l'arxipèlag àrtic, es troba a la badia de Noruega davant de la costa de l'illa d'Ellesmere. Situada a 77°25'N 90°30'W té una superfície de 1378 km², 55 km de llarg i 40 km d'ample. Va ser batejada l'any 1910.

## Variant
Hi ha una segona, molt més petita (uns 2,0 × 0,5 km), illa Graham, també a Nunavut, davant de la Península de Boothia. Va ser batejada així el 1966.